# شق الأمعاء
شق الأمعاء أو بضع الأمعاء (بالإنجليزية: Enterotomy)‏ هو شق جراحي في الأمعاء، وقد يكون من مضاعفات جراحة البطن التي تتضمن الاستكشاف البطني.